# آناکرونیسم فرگشتی
آناکرونیسم تکاملی (انگلیسی: Evolutionary anachronism) مفهومی در زیست‌شناسی فرگشتی است که توسط کانی سی. بارلو در کتاب ارواح فرگشت (2000) نام‌گذاری شده است. به ویژگی‌های گونه‌های زنده اشاره دارد که در نتیجه انتخاب طبیعی در گذشته به دلیل  هم‌فرگشتی (فرگشت همزمان) با سایر گونه‌های زیستی که از آن زمان منقرض شده‌اند، به بهترین وجه توضیح داده می‌شوند. وقتی این زمینه حذف شود، ویژگی‌های طبیعی به‌عنوان سرمایه‌گذاری‌های انرژی غیرقابل توضیح توسط ارگانیسم زنده ظاهر می‌شوند، بدون هیچ سود ظاهری، و شاید برای تولیدمثل مداوم گونه‌های باقی‌مانده آسیب‌رسان و ناسازگارانه باشند.